# Rajd Hiszpanii 1992

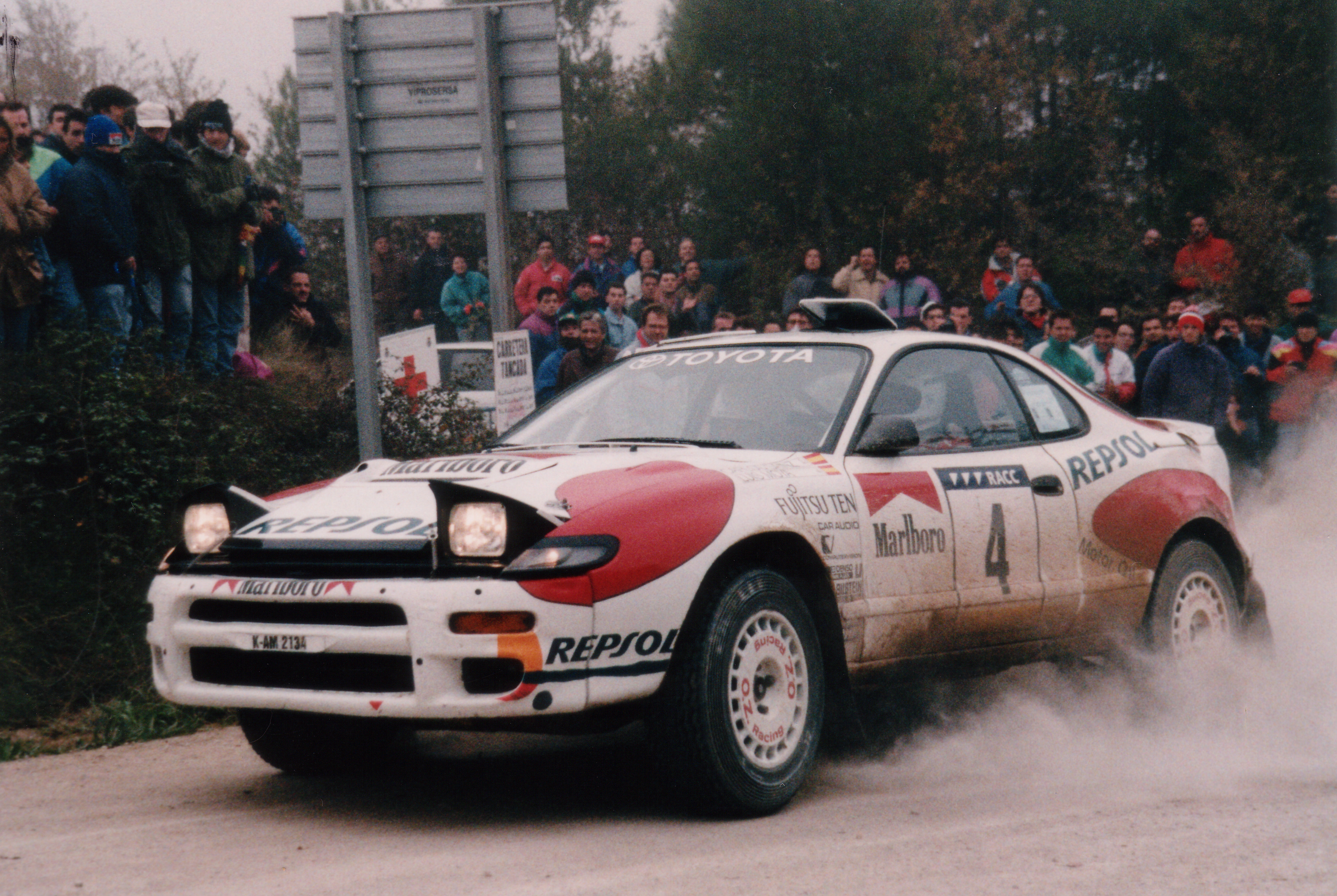
Carlos Sainz podczas rajdu

Rajd Katalonii - Rajd Hiszpanii 1992 (28. Rallye España - Catalunya Costa Brava) – 28 Rajd Hiszpanii rozgrywany w Hiszpanii w dniach 8-11 listopada. Była to trzynasta runda Rajdowe mistrzostwa świata w roku 1992. Rajd został rozegrany na nawierzchni asfaltowej i szutrowej. Bazą rajdu było miasto Lloret de Mar. 

## Wyniki końcowe rajdu[1]
| Msc.                  | Kierowca             | Pilot              | Samochód                        | Czas    | Strata | Grupa | Punkty |
| WRC                   | WRC                  | WRC                | WRC                             | WRC     | WRC    | WRC   | WRC    |
| --------------------- | -------------------- | ------------------ | ------------------------------- | ------- | ------ | ----- | ------ |
| 1.                    | Carlos Sainz         | Luis Moya          | Toyota Celica Turbo 4WD (ST185) | 6:21:13 | 0.0    | A8    | 20     |
| 2.                    | Juha Kankkunen       | Juha Piironen      | Lancia Delta HF Integrale       | 6:21:49 | +0:36  | A8    | 15     |
| 3.                    | Andrea Aghini        | Sauro Farnocchia   | Lancia Delta HF Integrale       | 6:22:45 | +1:32  | A8    | 12     |
| 4.                    | Alessandro Fiorio    | Vittorio Brambilla | Lancia Delta HF Integrale       | 6:27:39 | +6:26  | A8    | 10     |
| 5.                    | Armin Schwarz        | Arne Hertz         | Toyota Celica Turbo 4WD (ST185) | 6:29:43 | +8:30  | A8    | 8      |
| 6.                    | Jesús Puras          | Alex Romaní        | Lancia Delta HF Integrale       | 6:29:43 | +8:30  | A8    | 6      |
| 7.                    | Gustavo Trelles      | Jorge del Buono    | Lancia Delta HF Integrale       | 6:31:30 | +10:17 | A8    | 4      |
| 8.                    | Pedro Diego          | Iciar Muguerza     | Lancia Delta HF Integrale       | 6:43:30 | +22:17 | A8    | 3      |
| 9.                    | Mohammed bin Sulayem | Ronan Morgan       | Ford Sierra Cosworth 4x4        | 7:02:13 | +41:00 | N4    | 2      |
| 10.                   | Didier Auriol        | Bernard Occelli    | Lancia Delta HF Integrale       | 7:12:12 | +50:59 | A8    | 1      |
| PWRC                  |                      |                    |                                 |         |        |       |        |
| 1.(9.)                | Mohammed bin Sulayem | Ronan Morgan       | Ford Sierra Cosworth 4x4        | 7:02:13 | 0.0    | N4    |        |
| 2.(17.)               | Fernando Capdevila   | Alfredo Rodríguez  | Ford Sierra Cosworth 4x4        | 7:35:29 | +33:16 | N4    |        |
| Mistrzostwa Hiszpanii |                      |                    |                                 |         |        |       |        |
| 1.                    | Carlos Sainz         | Luis Moya          | Toyota Celica Turbo 4WD (ST185) | 6:21:13 | 0.0    | A8    |        |
| 2. (6.)               | Jesús Puras          | Alex Romaní        | Lancia Delta HF Integrale       | 6:29:43 | +8:30  | A8    |        |
| 3. (7.)               | Gustavo Trelles      | Jorge del Buono    | Lancia Delta HF Integrale       | 6:31:30 | +10:17 | A8    |        |

## Klasyfikacja po 14 rundach
Tabele przedstawiają tylko pięć pierwszych miejsc.

### Kierowcy
| Lp. | Kierowca          | Pkt |
| --- | ----------------- | --- |
| 1   | Carlos Sainz      | 124 |
| 2   | Juha Kankkunen    | 122 |
| 3   | Didier Auriol     | 121 |
| 4   | Massimo Biasion   | 52  |
| 5   | Francois Delecour | 45  |

### Producenci
| Lp. | Producent  | Pkt |
| --- | ---------- | --- |
| 1   | Lancia     | 140 |
| 2   | Toyota     | 108 |
| 3   | Ford       | 84  |
| 4   | Subaru     | 43  |
| 5   | Mitsubishi | 38  |